# 공정성
공정성(fairness, 페어니스)은 기계 학습에서 기계 학습 모델을 기반으로 하는 자동화된 의사 결정 프로세스에서 알고리즘 편향을 수정하려는 다양한 시도를 의미한다. 머신러닝 프로세스 이후 컴퓨터가 내리는 결정이 민감한 것으로 간주되는 변수를 기반으로 한 경우 불공정한 것으로 간주될 수 있다. 예를 들어 젠더, 민족, 성적 지향 또는 장애 등이 있다. 많은 윤리적 개념의 경우와 마찬가지로 공정성과 편견에 대한 정의는 항상 논란의 여지가 있다. 일반적으로 의사결정 과정이 사람들의 삶에 영향을 미칠 때 공정성과 편견이 관련이 있는 것으로 간주된다. 기계 학습에서 알고리즘 편향 문제는 잘 알려져 있고 잘 연구되어 있다. 결과는 다양한 요인에 의해 왜곡될 수 있으므로 특정 그룹이나 개인에 대해 불공정한 것으로 간주될 수 있다. 소셜 미디어 사이트가 소비자에게 개인화된 뉴스를 전달하는 방식을 예로 들 수 있다.

## 같이 보기
- 알고리즘 편향
- 기계 학습